# Syndesus cancellatus
Syndesus cancellatus là một loài bọ cánh cứng trong họ Lucanidae. Loài này được Montrouzier mô tả khoa học năm 1860.